# طاعة السلطات : نظرة تجريبية
طاعة السلطة: نظرة تجريبية هو كتاب تم نشره في عام 1974 من تأليف عالم النفس الاجتماعي ستانلي ميلجرام. يناقش الكتاب سلسلة من التجارب تدور حول طاعة شخصيات السلطة. وقد قام المؤلف بإجراء هذه التجارب في أوائل الستينيات. يقدم هذا الكتاب نظرة متعمقة في أساليبه ونظرياته واستنتاجاته.

## خلفية
فيما بين عامي 1961 و 1965 ، قام ميلجرام بإجراء سلسلة من التجارب في جامعة ييل ، حيث تم إعطاء توجيهات للأشخاص الخاضين للتجارب إلى إيجاد تصرف فيما اعتقدوا أنه صدمات كهربائية أكثر إيلامًا بشكل تدريجي لإنسان آخر لتحديد مدى إطاعة الناس للأوامر حتى عندما يعرفونهم لتكون مؤلمة وغير أخلاقية. تعرضت التجارب لانتقادات شديدة في ذلك الوقت ولكن تم تبرئتها في النهاية من قبل المجتمع العلمي.
تعتبر تجارب ميلجرام حول طاعة السلطة من أهم الدراسات النفسية لهذا القرن. ربما يعود السبب في ذلك إلى الأهمية الشديدة للنتائج - السهولة المذهلة التي يمكن بها أن يُطلب من الأشخاص العاديين التصرف بشكل مؤذي ضد فرد بريء من قبل سلطة شرعية - استمرت هذه النتائج في جذب انتباه علماء النفس وعلماء الاجتماع الآخرين ، بالإضافة إلى عامة الناس بشكل عام.
في عام 1963 ، نشر ميلجرام الدراسة السلوكية للطاعة  في مجلة علم النفس الغير طبيعي الاجتماعي ، والتي تضمنت سجل مفصل للتجربة مفصل وكذلك تجربة الصدمة الكهربائية المثيرة للجدل. تبين وجود نتيجتان مذهلتان. الأولي كانت القوة الخارقة للطاعة والثانية كانت التوتر الذي سببته هذه التجربة للمشاركين. ومع ذلك، وصل جميع المشاركين إلى صدمة كهربائية بمقدار 300 أو أكثر.

## محتويات
1. معضلة الطاعة
2. منهجية الاستفسار
3. سلوك متوقع
4. قرب الضحية
5. سلطة مواجهة الأفراد
6. مزيد من الاختلافات والتحكم
7. سلطة مواجهة الأفراد II
8. تبديلات الدور
9. تأثيرات المجموعة
10. لماذا الطاعة؟ -تحليل
11. عملية الطاعة: تطبيق التحليل على التجربة
12. الانفعال والعصيان
13. نظرية بديلة: هل العدوان هو المفتاح؟
14. مشاكل الأسلوب
15. الخاتمة
  - الملحق الأول: مشاكل الأخلاق في البحث
  - الملحق الثاني: الأنماط بين الأفراد

## طبعات
1. ميلجرام ، س. (1974) ، طاعة السلطة: وجهة نظر تجريبية ، لندن: منشورات تافيستوك.
2. Milgram، S. (2005)، Obedience to Authority: An Experimental View ، Pinter & Martin Ltd .؛ طبعة جديدة ، غلاف ورقي: 240 صفحة(ردمك 0-9530964-7-5)(ردمك 978-0953096473)
3. Milgram، S. (2009)، Obedience to Authority: An Experimental View ، Harper Perennial Modern Classics؛ طبعة معاد طبع ، غلاف ورقي: 256 صفحة(ردمك 0-06-176521-X)(ردمك 978-0061765216)